# Hygiene & Medizin
Hygiene & Medizin (Eigenschreibweise: HYGIENE & MEDIZIN) ist eine deutschsprachige Fachzeitschrift über Krankenhaushygiene und Infektionsprävention. Sie erscheint seit 1975 monatlich und wird vom mhp Verlag in Wiesbaden herausgegeben.
Die Zeitschrift gilt als Standardliteratur weiter Bereiche der Medizin, darunter Krankenhäuser, Arztpraxen, Gesundheitsämter und die Pharmaindustrie. Dabei richtet sie sich an alle dort tätigen Mitarbeiter, wie Ärzte, Pflegepersonal, Hygienefachkräfte und Medizintechniker. Schwerpunktthemen sind das Management multiresistenter Krankheitserreger, die Wirksamkeitsprüfung von Desinfektionsmitteln, klinische und technische Hygiene und weitere. Die Qualität der Artikel wird durch einen interdisziplinären Redaktionsbeirat in einem Peer-Review-Verfahren gesichert.
Die Zeitschrift ist offizielles Organ folgender Organisationen:
- Deutsche Gesellschaft für Krankenhaushygiene (DGKH)
- Verbund für Angewandte Hygiene
- Ständige Arbeitsgemeinschaft Allgemeine und Krankenhaushygiene
- Fachgruppe Infektionsprävention und Antibiotikaresistenz in der Krankenhaushygiene der Deutschen Gesellschaft für Hygiene und Mikrobiologie e.V. (DGHM)
- Vereinigung der Hygienefachkräfte der Bundesrepublik Deutschland
- Österreichische Gesellschaft für Hygiene, Mikrobiologie und Präventivmedizin (ÖGHMP)

## Geschichte
Von 2011 bis 2018 erschien mit Aufbereitung in der Praxis – Hygienemanagement für niedergelassene Ärzte und Zahnärzte zunächst vierteljährlich eine zusätzliche Fachzeitschrift speziell für die Bedürfnisse von (Zahn-)Arztpraxen. Diese wurde in den folgenden zwei Jahren fortgesetzt unter dem Namen Hygienemanagement (mit wechselnden Zusätzen, je nachdem, ob sich die Ausgabe an Arzt- oder Zahnarztpraxen richtete).
Seit 2020 ist die Fachzeitschrift für Arzt- und Zahnarztpraxen als Hygienemanagement Praxis in Hygiene & Medizin integriert.